# Ilhas Gloriosas

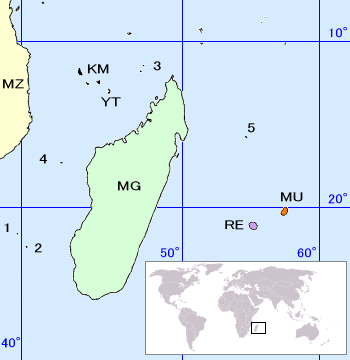
Localização das Ilhas Dispersas do Oceano Índico:
• 1 : Bassas da Índia
• 2 : Ilha Europa
• 3 : Ilhas Gloriosas
• 4 : João da Nova
• 5 : Tromelin
(KM : Comores, MG : Madagáscar, MU : Maurícia, MZ : Moçambique, RE : Reunião, YT : Maiote)

As Ilhas Gloriosas (Îles Glorieuses) são um pequeno arquipélago francês no Oceano Índico, dependente das Terras Austrais e Antárticas Francesas, com apenas 4,2 km². O seu vizinho mais próximo é Madagáscar, a sueste e a sudoeste, seguindo-se-lhe as Seicheles, a norte. Atualmente, estão desabitadas.
As ilhas são administradas como parte das Ilhas Esparsas do Oceano Índico pelo administrador superior das Terras Austrais e Antárticas Francesas (TAAF).